# Польшиця-при-Поднарту
Польшиця-при-Поднарту (словен. Poljšica pri Podnartu) — поселення в общині Радовлиця, Горенський регіон, Словенія. Висота над рівнем моря: 479,1 м.